# Андреев, Сергей Ильич
Сергей Ильич Андреев (19 октября 1905 — 27 ноября 1937) — советский комсомольский деятель.

## Биография
Родился в городе Сестрорецк (ныне в составе Санкт-Петербурга). Работал на заводах. С 1925 года — на комсомольской работе: секретарь Ковровского уездного, Владимирского губернского комитетов ВЛКСМ. 1928 — первый секретарь Центрально-чернозёмного комитета ВЛКСМ, 1929 — секретарь ЦК ВЛКСМ. C ноября 1932 года — генеральный секретарь ЦК Ленинского коммунистического союза молодёжи Украины (ЛКСМУ). Принимал активное участие во внедрении чрезвычайных мер по хлебозаготовкам, чистке рядов ЛКСМУ, борьбе с «украинским буржуазным национализмом».
В 1932 году одним из первых в СССР награждён орденом Ленина. Был членом организационного бюро ЦК КП(б)У, ВУЦИК, председателем Высшего совета физической культуры и спорта.
26 января—10 февраля 1934 года делегат XVII съезда ВКП(б).
В июле 1937 арестован НКВД, обвинён в руководстве право-троцкистской группой в комсомоле. Осуждён 27 ноября 1937 года Военной коллегией Верховного суда СССР и приговорён к расстрелу в тот же день расстрелян на Донском кладбище в Москве. Реабилитирован 31 августа 1955 года ВКВС СССР.